# Fire Emblem Warriors: Three Hopes
Fire Emblem Warriors: Three Hopes est un jeu vidéo d’action de type hack 'n' slash, développé par Omega Force et Team Ninja, et édité par Koei Tecmo Games et Nintendo, sorti le 24 juin 2022 sur Nintendo Switch.
Il est le deuxième jeu crossover entre les séries de jeux vidéo Fire Emblem et Dynasty Warriors, le premier étant Fire Emblem Warriors en 2017. À la différence de ce dernier qui fait intervenir des personnages issus de plusieurs jeux Fire Emblem dans un univers spécifique, Three Hopes raconte une histoire originale située dans l'univers de Fire Emblem: Three Houses, avec ses personnages et son monde.

## Développement
Le jeu est annoncé lors de la présentation Nintendo Direct du 9 février 2022,.
Un deuxième trailer est publié le 12 avril 2022 sur les chaînes YouTube de Nintendo,. Ce trailer présente le personnage de Shez, le protagoniste de ce jeu comme l'était Byleth dans Fire Emblem: Three Houses. Byleth ne disparaît pas pour autant, et tous les deux existent en deux versions au choix du joueur. Le trailer montre également des phases de jeu et des mécaniques, dont certaines ont été reprises du premier Fire Emblem Warriors ou de Fire Emblem: Three Houses : ordres sur le champ de bataille, préparatifs au camp de base, duos, gestion des classes, etc. Sept personnages jouables ont également été montrés : les futurs dirigeants des trois grandes puissances de Fódlan en guerre (Edelgard, Dimitri et Claude), leurs alliés les plus proches (respectivement Hubert, Dedue et Hilda) et Shez. D'autres personnages de Fire Emblem: Three Houses apparaissent également, sans confirmation sur leur jouabilité.
En mai 2022, trois trailers sont diffusés pour présenter les personnages des trois factions. Le premier, diffusé le 13 mai 2022, est consacré aux personnages du Saint Royaume de Faerghus,. En plus de Dimitri et Dedue, déjà montrés précédemment, les autres membres de la maison des Lions de Saphir apparaissent, à savoir Mercedes, Ashe, Felix, Annette, Sylvain et Ingrid. Le deuxième, diffusé le 20 mai 2022, présente les personnages de l'Empire d'Adrestia,. Dorothea, Bernadetta, Ferdinand, Caspar, Petra et Linhardt rejoignent ainsi Edelgard et Hubert en tant que membres de la maison des Aigles de Jais. Le troisième, diffusé le 27 mai 2022, présente cette fois les personnages de l'Alliance de Leicester,. Claude et Hilda se voient ainsi rejoints par le reste de la maison des Cerfs d'Or : Raphael, Lysithea, Lorenz, Ignatz, Marianne et Leonie.